# Spermacjum

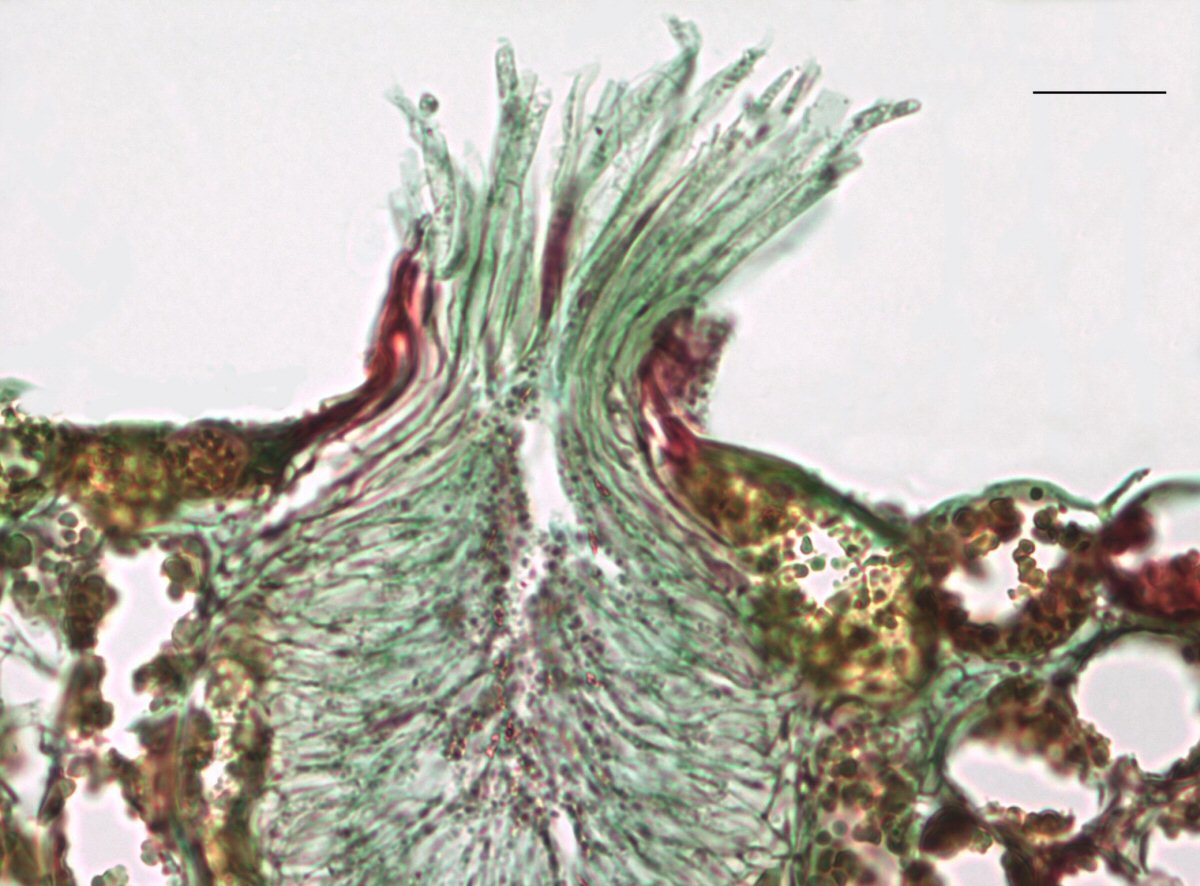
Spermacja uwalniające się ze spermogonium u rdzy zbożowej. Zdjęcie mikroskopowe

Spermacjum – nieuwiciona gameta męska. W odróżnieniu od typowych plemników, nie mając wici, spermacja nie są zdolne do aktywnego ruchu lub mogą w niewielkim zakresie wykonywać ruchy pełzakowate lub ślizgowe. U krasnorostów  spermacja wytwarzane są w plemniach (zwykle na końcu nici). Po uwolnieniu do wody wydzielają poza komórkę polisacharydy, tworząc wypustki ułatwiające dryfowanie i przyleganie do włostka gamety żeńskiej (karpogonium).
Niekiedy spermacjami określa się również nieruchliwe gamety męskie grzybów z grupy  zarodników konidialnych, mimo że wytwarzane są przez grzybnie obu płci. Tego typu spermacja występują np. u przedstawicieli podstawczaków należących do rzędu rdzowców (Pucciniales). Przy tym ujęciu spermacja są rodzajem pykniospor. Np. u rdzy zbożowej (Puccinia graminis) wytwarzane one są na liściach berberysu w pyknidiach (zwanych tutaj spermogoniami). Mogą łączyć się ze spermacjami lub (dużo częściej) ze strzępkami grzybni odmiennego typu płciowego. Roznoszone są przez owady zwabione nektarem wydzielanym przez spermacja.